# Quackity
Alexis (28 de Dezembro de 2000), mais conhecido como Quackity, é um youtuber e streamer da Twitch mexicano. Ele é conhecido como o fundador do QSMP, um servidor de Minecraft multilíngue de sobrevivência que abriga somente pessoas convidadas. Ele também é conhecido pela sua participação no Dream SMP. Em Abril de 2024, ele acumula 6.3 milhões de seguidores na Twitch, fazendo dele o 28.° streamer mais seguido da plataforma.

## Carreira

### 2010–2018: Início de sua presença online
O primeiro canal no Youtube de Alexis chamava-se DjYeroc123 e foi criado em 29 de Outubro de 2010. Alexis postava histórias curtas, gameplays e guias sobre o jogo Club Penguin. O canal permaneceu ativo por um ano e meio até ser descontinuado em Agosto de 2012.
Alexis criou seu canal principal do YouTube em 2013 com o nome QuackityHQ, onde postava vídeos curtos sobre o jogo Toontown Online. Dentro do jogo, a palavra Quackity era utilizada para censurar palavras que não eram permitidas no chat quando um personagem da espécie pato estava digitando. Quackity se tornou seu username online e depois um pato se tornaria seu símbolo de identidade na internet e a representação de seus fãs.
Alexis criou sua conta na Twitch, Quackity, em 4 de Setembro de 2013. Ele não fazia livestreams frequentes até 2019.

### 2018–2020: popularidade no YouTube
Alexis se popularizou no YouTube com sua série de vídeos chamada Discord Got Talent, onde ele e alguns convidados julgavam o talento de pessoas no Discord. Os jurados tinham botões e podiam escolher se aprovavam ou não os participantes em um formato que lembrava programas populares de competição de televisão internacional. Alguns jurados notáveis incluem os YouTubers Americanos MrBeast e Dream, o YouTuber Britanico KSI e a streamer Canadense Pokimane.

### 2020–2022: Livestreams, Dream SMP e conteúdo de Minecraft
Em Agosto de 2020, Alexis se juntou ao Dream SMP, um servidor de sobrevivência de Minecraft disponível apenas para convidados criado pelos YouTubers Dream e GeorgeNotFound. Ele se juntou ao servidor durante a eleição do Dream SMP e jogou como presidente junto de seu colega de campanha, GeorgeNotFound. Depois, após abandonar George por dormir durante o evento, ele forma uma campanha politica com Jschlatt chamado SchWAG2020. Eles venceram com 46% dos votos contra a campanha POG2020 com 45%.
Em Julho de 2021, ele colaborou com o ator de Breaking Bad, Dean Norris, em um vídeo de Minecraft.
Em Outubro de 2021, ele apareceu na infame Twitch Leaks, lista que revelou os maiores ganhos de streamers da Twitch de Agosto de 2019 até Outubro de 2021. Alexis ficou colocado em 73° lugar na lista, com um ganho de $1.065.157,18 dólares durante esse período de tempo.
Em Dezembro de 2021, Alexis participou no The Creator Games 3, um torneio de influenciadores criado pelo MrBeast que contava com 15 competidores com um prêmio final de $1 milhão de dólares.

### 2022–presente: conteúdo multilingue e QSMP
Em 9 de Julho de 2022, Alexis se juntou a temporada 5 do Karmaland, um servidor de Minecraft em Espanhol que foi criado em meados de 2014. Desde que se juntou, Alexis passou a fazer livestreams regulares em seu canal em espanhol na Twitch, QuackityToo, enquanto jogava no servidor com outros criadores de conteúdo hispanos como Rubius e Willyrex.
Em 28 de Fevereiro de 2023, Alexis participou da Twitch Rivals: Squid Craft Games 2 (mais tarde renomeado como Twitch Rivals: Survival Cup 2 devido a copyright), um jogo baseado na série Round 6 que contou com a participação de 200 streamers da Twitch, incluindo AuronPlay, Rubius, Amouranth e mais.

Em 22 de Março de 2023, Alexis criou o QSMP, que significa "Quackity's Survival Multiplayer", um servidor multilíngue privado de Minecraft com tradução automática em tempo real.

## Vida pessoal
Alexis nasceu no México em 28 de Dezembro de 2000 e hoje vive em Los Angeles, Estados Unidos.
Ele atualmente faz faculdade de direito. Ele tem um gato chamado Tiger.

## Prêmios e indicações
| Ano  | Prêmio                                 | Categoria                     | Resultado | Ref.   |
| ---- | -------------------------------------- | ----------------------------- | --------- | ------ |
| 2022 | Streamy Awards                         | Só conversando                | Indicado  | [ 24 ] |
| 2023 | ESLAND Awards                          | Streamer do ano               | Indicado  | [ 25 ] |
| 2023 | ESLAND Awards                          | Roleplayer do ano             | Indicado  | [ 25 ] |
| 2023 | ESLAND Awards                          | Streamer revelação            | Indicado  | [ 25 ] |
| 2023 | The Streamer Awards                    | Melhor streamer de Minecraft  | Venceu    | [ 26 ] |
| 2023 | Streamy Awards                         | Só conversando                | Venceu    | [ 27 ] |
| 2023 | The Game Awards                        | Criador de conteúdo do ano    | Indicado  | [ 28 ] |
| 2023 | Nickelodeon Mexico Kids' Choice Awards | Streamer mais cool            | Indicado  | [ 29 ] |
| 2023 | Prêmios MTV MIAW                       | Streamer do ano               | Indicado  | [ 30 ] |
| 2024 | The Streamer Awards                    | Melhor streamer de Minecraft  | Venceu    | [ 31 ] |
| 2024 | The Streamer Awards                    | Melhor streamer internacional | Venceu    | [ 31 ] |
| 2024 | The Streamer Awards                    | Streamer do ano               | Indicado  | [ 31 ] |